# Сале
Сале́ (араб. سلا; бербер. ⵙⵍⴰ) — п'яте за величиною (після Касабланки, Фесу, Танжеру та Марракешу) місто Марокко. Разом зі столицею країни, Рабатом, утворює столичну агломерацію з населенням понад 1,8 млн осіб. Розташоване в регіоні Рабат — Сале — Кенітра на узбережжі Атлантичного океану, на північному березі гирла річки Бу-Регрег, яка відділяє місто від столиці держави.

## Історія
Віком 513,050±0,265 тис. р. т. датується череп представника виду Homo heidelbergensis з місцезнаходження Сале 1.
Перше місто на цьому місці було засноване більше 2000 років тому фінікійцями, а в X столітті в околицях давньоримського міста Сала Колонія (нині Шелла) з'явився місто Сале. Завдяки своєму розташуванню на шляху з Фесу в Марракеш, воно на довгі роки стало найбільшим портом Марокко. Побудована в 1029 року мечеть (збереглася до теперішнього часу) і медресе (побудовано в 1341 році, зараз — музей) зробили місто другим після Феса релігійним центром Марокко.
У 1260 році відбулася найбільша битва за всю історію міста, в ході якої Сале протягом двох тижнів перебував у руках війська Альфонсо X Кастильського.

### Республіка Сале
З кінця XVI століття до міста починають переселятись мориски, які втікали з Іспанії від переслідування інквізиції. Морисків не дуже приязно зустріли у Сале у зв'язку з їх культурною і мовною окремішністю і тому вони почали компактно оселятись на протилежному від Сале березі річки Бу-Регрег, в поселенні, яке стали називати Новим Сале (сучасний Рабат). Багато хто з новоприбулих морисків шукав свого щастя в піратській діяльності, спрямованій проти іспанського судноплавста. Поступово Нове Сале перетворилось на осередок берберських піратів.
У 1624 році султан призначив (або затвердив) губернатором піратської республіки Сале уродженець голландського Гарлема ренегат Ян Янсзон (Мурат-реїс молодший), який одночасно очолював піратськи флот республіки.
У 1627 році марабут і джихадист Сіді аль-Аячі повстав проти султана і оголостив про повну незалежність республіки Сале, яка незабаром була визнана декількома європейськими державами піратською республікою. Піратська республіка складалась з міст, розташованих по обидва берега гирла річки Бу-Регрег — Сале і Нового Сале (сучасний Рабат) і проіснувала до 1668 року. Населення міста в той момент складало близько 13 000 чоловік.
«Місто корсарів» неодноразово обстрілювали з гармат європейськими флотилії, так як місцеві пірати здійснювали рейди за рабами навіть на Британські острови та в Ісландію. Про своє захоплення в полон місцевими піратами розповідав Робінзон Крузо. У 1668 році обидва міста — Сале і Нове Сале були захоплені султаном Марокко, який поклав край незалежності піратської республіки.
У 1851 році у відповідь на піратство проти європейських торговців, яке процвітало навіть після загибелі республіки, порт був серйозно обстріляний французькою ескадрою. Згодом гавань Сале обміліла і порт був закритий.
Місто зіграло важливу роль в історії Марокко: тут в 1930 році з'явилося рух Latif і пройшли перші демонстрації за незалежність від Франції. До цього часу Сале вважається оплотом ісламістських груп в Марокко.

## Транспорт
- Сучасний трамвай Рабат-Сале

## Пам'ятки
Місцева архітектура поєднує в собі традиційну марокканську і арабо-андалузійську архітектуру. В Сале створені кілька музеїв, в тому числі етнографічний і музей кераміки.
Медіна досить значна за розмірами, але слабо орієнтована на туристів. Сучасні райони в основній масі погано сплановані і відрізняються високим рівнем безробіття. Багато заможніх мешканців переїжджають жити на інший бік річки — в Рабат. Велика кількість високопоставлених чиновників і королівських радників Марокко народилися в Сале.
У грудні 2007 року було дано старт будівництву трамвайної лінії Рабат-Сале, ядром якої є міст через Бу-Регрег. 23 травня 2011 мережа, що з'єднала два міста, була введена в експлуатацію.

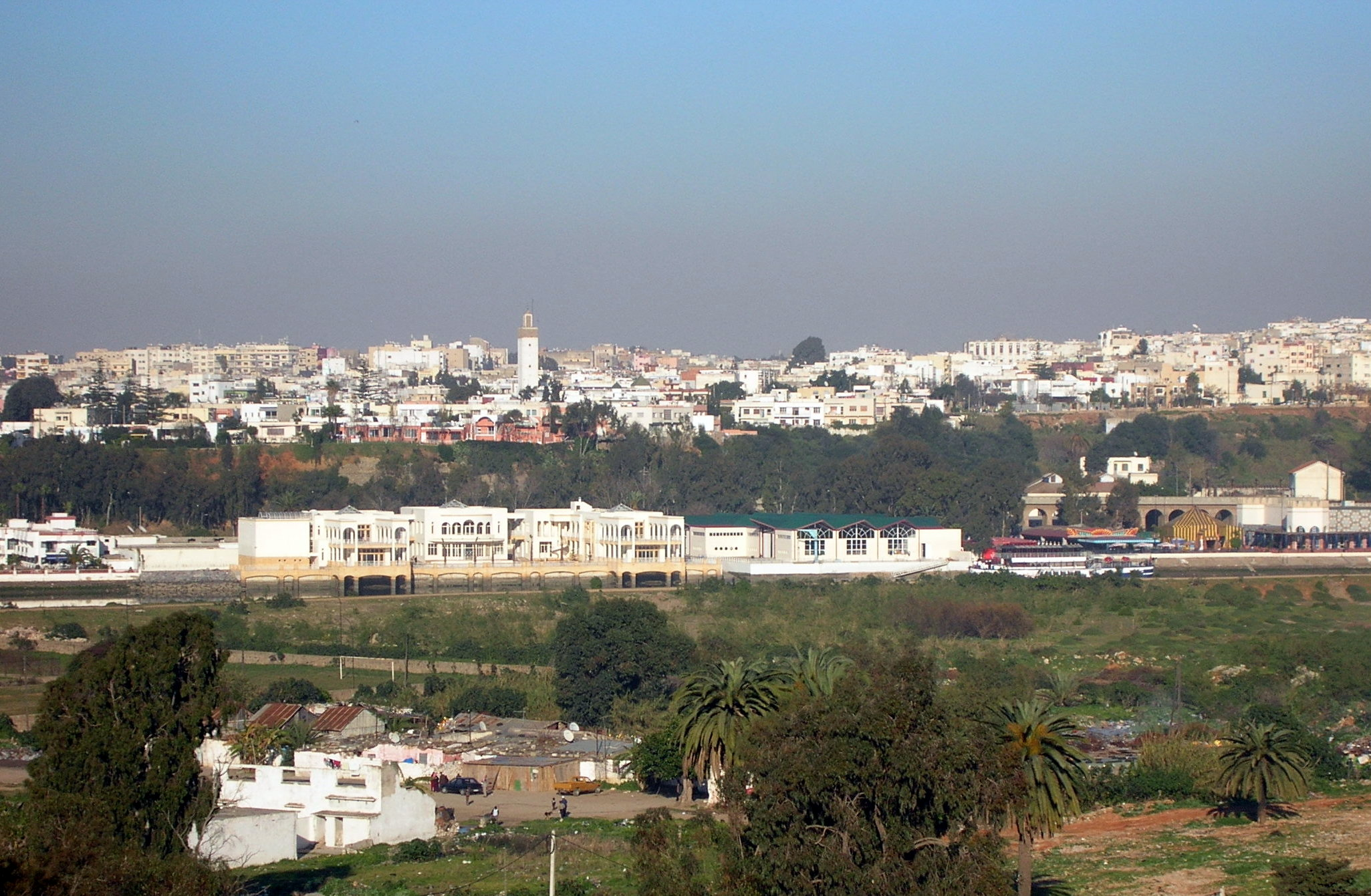
Загальний вигляд міста.
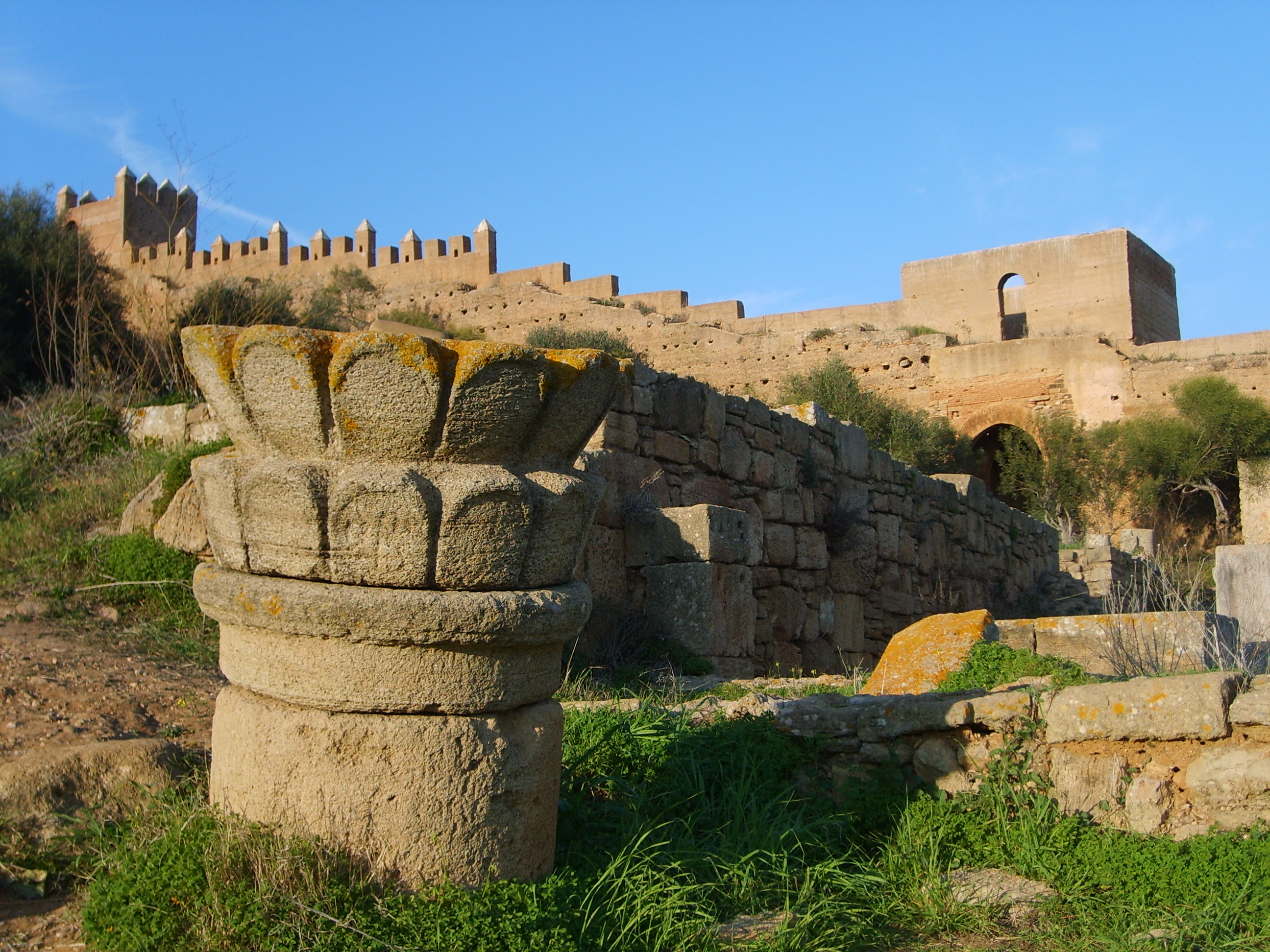
Фортеця Шелла.
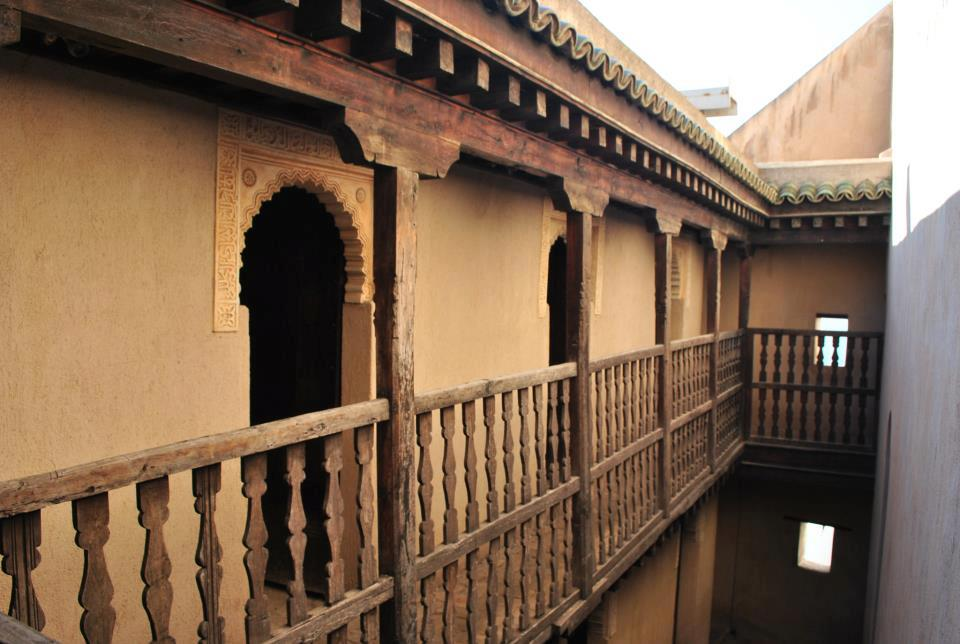
Медресе

## Міста-побратими
- Рабат, Марокко
- Ар'яна, Туніс
- Порталегре, Португалія
- Тласкала-де-Хікотенкатль, Мексика
- Маруа, Камерун
- Олександрія, США
- Сочі, Росія